# 貝爾福猶太會堂

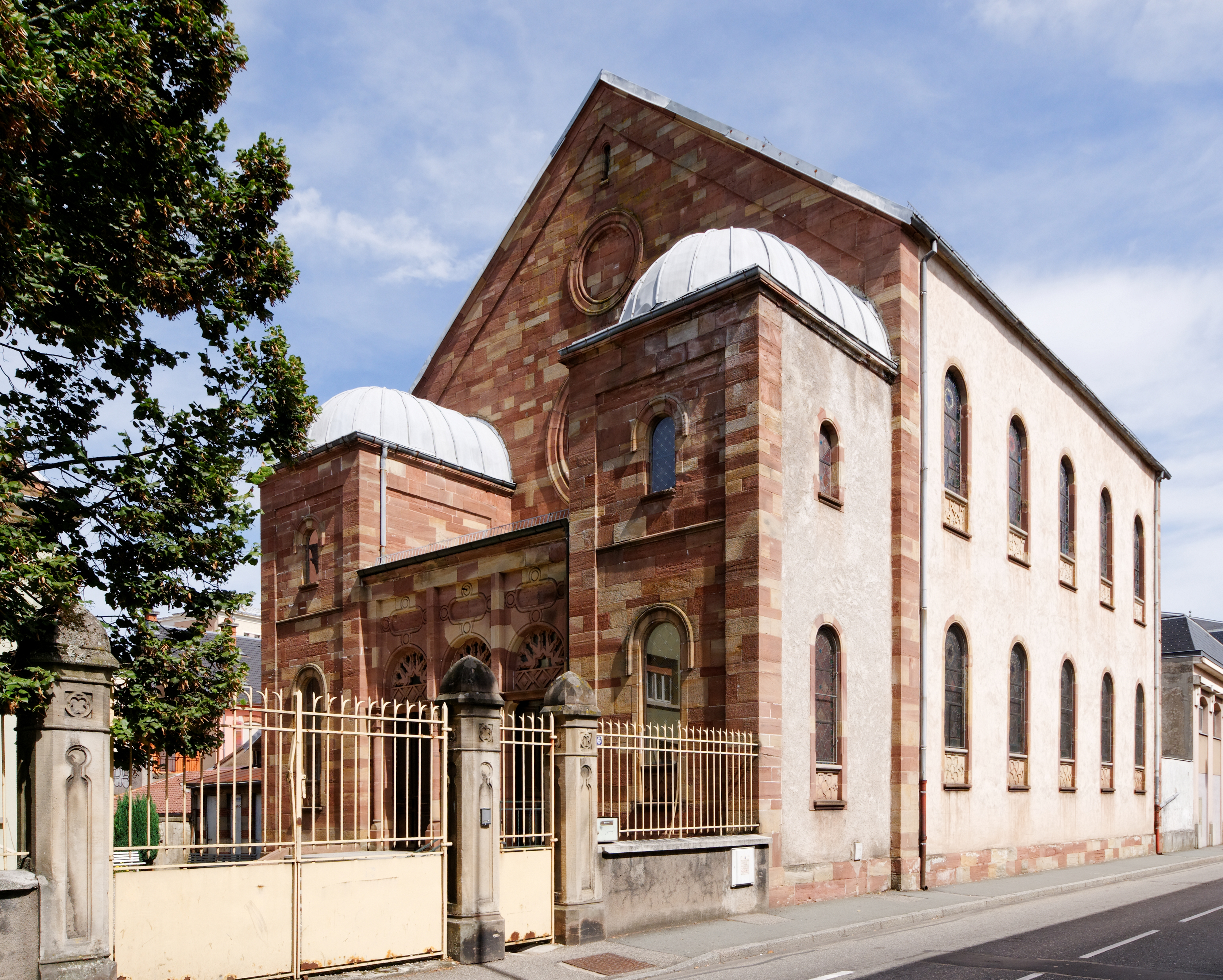
貝爾福猶太會堂

貝爾福猶太會堂（Belfort Synagogue）是法國城市貝爾福的一座猶太會堂，外觀是拜占庭復興式建築。這座猶太會堂興建於1857年，在1983年10月被列入法國國家遺產。